# 伍錦霖
伍錦霖（英語：Wu Jin-lin，1947年10月6日—），中華民國政治人物，中國國民黨籍，曾任考試院院長、總統府秘書長、考試院副院長、立法委員等職。伍氏乃文官出身，曾歷任多個公職職位，在1990年代在臺灣省政府服務，其後自2000年代起開始活躍於政治活動上，曾任屏東縣立法委員。由於伍氏處事圓滑公職生涯中屢獲晉升，最終晉身五院院長行列。在2016年總統蔡英文就任後，伍錦霖在2016年至2020年成為蔡英文政府內位階最高的國民黨官員（當時五院唯一國民黨籍院長）。

## 生平

### 早年生涯
伍錦霖生於臺灣屏東萬丹，乃農村家庭出身，老家位於萬丹社皮。伍錦霖在臺灣省立屏東中學初中部畢業後，原本因為教師在畢業後有穩定工作和在學期間花費不大，而報考師範專科學校，亦在認真準備第一屆師專考試後獲得錄取。但其就讀大學的親戚則勸誡他應該就讀一般高中，或許以後發展的路會更寬廣。於是伍錦霖聽從其建議，輾轉北上轉到臺灣省立臺北成功中學就讀高中。
高中畢業後，伍錦霖於國立政治大學公共行政學系畢業，並於大學三年級時，於1970年在公務人員高等考試及格而成為公務人員。伍氏其後利用公餘時間進修，於研究所取得碩士學位畢業。1981年，伍錦霖以最優等成績通過甲等特考，晉身高級文官的行列。其後，他歷任臺北市政府及臺灣省政府科員、專員、組長、科長、主任秘書、參議、臺灣土地銀行副總經理、臺灣省農工企業股份有限公司總經理等職務。
伍錦霖在李登輝任臺北市市長時，未隨林洋港赴省府高升，而是追隨李氏調升市府工務局。伍錦霖深獲李登輝信任，在李氏擔任省主席期間（1981年至1984年），連私人行程也由伍錦霖陪同。結果，在李登輝出任省主席後，伍錦霖獲提攜任交際科長，並於1990年1月受省議長簡明景提拔就任臺灣省議會秘書長一職。伍氏任省議會秘書長期間，歷經邱創煥、連戰和宋楚瑜三個省主席，被視為處理府會關係得宜，伍錦霖更深獲連戰信任。

### 參與政治
1994年12月，伍錦霖改任考試院秘書長，任期於1997年3月屆滿。2004年立法委員選舉中，伍氏經黨內協商後，代表國民黨在家鄉屏東出選，在該屆選舉屏東縣選舉區被裁撤一席至六席的情況下，伍錦霖成功與廖婉汝為國民黨在屏東維持兩席立委的成績。
| 2004年屏東縣選舉區立法委員選舉結果 | 2004年屏東縣選舉區立法委員選舉結果 | 2004年屏東縣選舉區立法委員選舉結果 | 2004年屏東縣選舉區立法委員選舉結果 | 2004年屏東縣選舉區立法委員選舉結果 | 2004年屏東縣選舉區立法委員選舉結果 | 2004年屏東縣選舉區立法委員選舉結果 |
| 應選6席                            | 應選6席                            | 應選6席                            | 應選6席                            | 應選6席                            | 應選6席                            | 應選6席                            |
| 號次                               | 候選人                             | 政黨                               | 得票數                             | 得票率                             | 當選標記                           |                                    |
| ---------------------------------- | ---------------------------------- | ---------------------------------- | ---------------------------------- | ---------------------------------- | ---------------------------------- | ---------------------------------- |
| 1                                  | 林淵熙                             | 親民黨                             | 11,245                             | 2.86%                              |                                    |                                    |
| 2                                  | 邱議瑩                             | 民主進步黨                         | 31,651                             | 8.04%                              |                                    |                                    |
| 3                                  | 林育生                             | 民主進步黨                         | 40,187                             | 10.21%                             |                                    |                                    |
| 4                                  | 伍錦霖                             | 中國國民黨                         | 64,425                             | 16.36%                             |                                    |                                    |
| 5                                  | 蔡豪                               | 無黨團結聯盟                       | 50,029                             | 12.71%                             |                                    |                                    |
| 6                                  | 洪輝祥                             | 無黨籍                             | 3,046                              | 0.77%                              |                                    |                                    |
| 7                                  | 潘孟安                             | 民主進步黨                         | 53,583                             | 13.61%                             |                                    |                                    |
| 8                                  | 廖婉汝                             | 中國國民黨                         | 50,923                             | 12.93%                             |                                    |                                    |
| 9                                  | 藍群傑                             | 台灣團結聯盟                       | 37,383                             | 9.49%                              |                                    |                                    |
| 10                                 | 李景雯                             | 無黨籍                             | 6,586                              | 1.67%                              |                                    |                                    |
| 11                                 | 鄭朝明                             | 民主進步黨                         | 44,691                             | 11.35%                             |                                    |                                    |

雖然伍氏在2005年中國國民黨主席選舉中支持王金平，但在2005年8月，新任國民黨主席馬英九仍邀請伍錦霖擔任國民黨副秘書長一職，被認為是要借助在伍氏在南台灣的影響力，開拓國民黨在南部的支持度。2008年總統選舉中，伍錦霖負責主理中南部的選舉組織工作。

### 馬英九政府時期
由於伍錦霖辦事能力高，加上其深諳台語俚語，令他能應對基層事務自如，因此深獲馬英九欣賞和重用。伍錦霖於2008年6月卸任黨職後，隨即獲時任總統馬英九提名為考試院副院長。伍氏在立法院審查考試院副院長人事提名案時，認為民主進步黨部分立委的質疑不公道，指出雖然在其兄長伍澤元畏罪潛逃後仍有聯絡，但兩人的個性、行事風格和價值觀都不同，並批評該等立委將其兄長跑路的事扯到他身上並不恰當，痛罵：「你們有人性嗎？」翌月，原定的考試院院長候選人張俊彥因審查風波決定退出提名，令院長職位懸空。結果，立法院在7月11日行使同意權中，只有考試院副院長的提名案上呈。而伍氏亦以86票贊成、22票反對及4票無效獲通過成為考試院副院長。
2008年9月，伍錦霖就任考試院副院長一職，同時因院長懸空而成為代理院長。2011年2月，原國民黨秘書長金溥聰卸任，準備為馬英九在2012年總統選舉中輔選，而時任總統府秘書長廖了以則接任金氏的原職。因此，伍錦霖改任總統府秘書長一職，接替離職的廖了以。伍錦霖接任總統府秘書長被視為為馬英九「救火」，再度投身輔選組織動員工作。
2012年2月，伍錦霖離任總統府秘書長，遺缺由曾永權接任。同年4月，馬英九提名伍錦霖回歸考試院，回任考試院副院長職務。由於考試院副院長一職在伍錦霖任總統府秘書長期間一直懸空，外界視為「虛位以待」，幾乎就是等待伍錦霖回任。伍氏在立法院行使同意權後，以66票贊成通過。伍氏在任副院長期間，曾主理年金改革事務。

### 執掌考試院

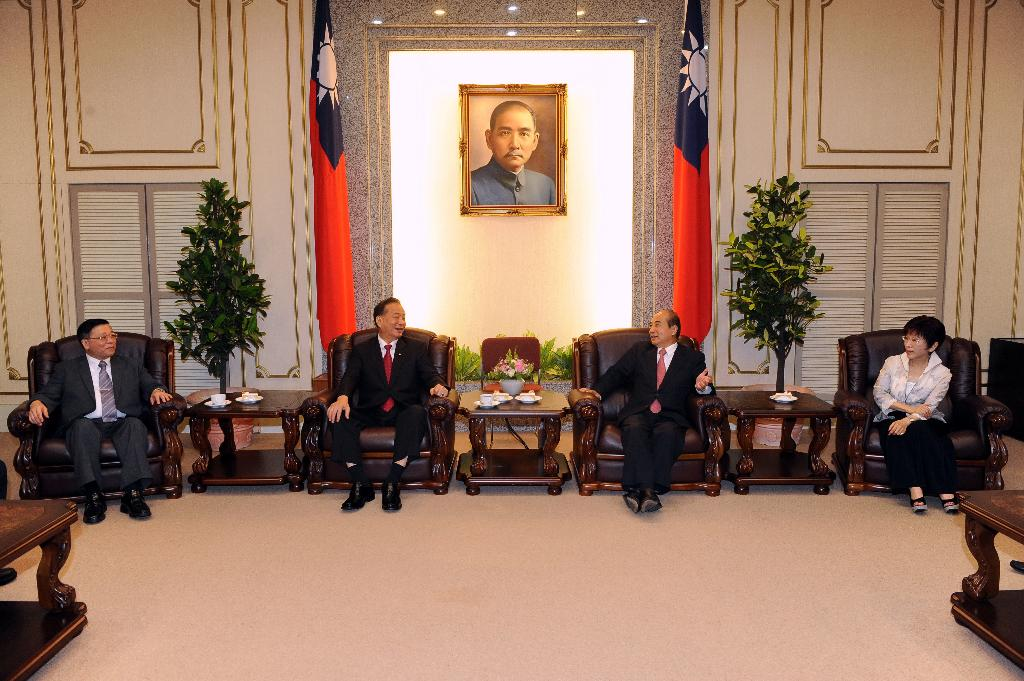
2014年與王金平及洪秀柱會面

第11屆考試委員任期於2014年任滿，伍錦霖獲扶正為考試院院長。伍錦霖在2014年6月立法院行駛同意權時，以68票贊成通過人事案，成為第12任考試院院長。伍錦霖任考試院院長時，年金改革和修改《考試院組織法》成為任期內兩大事件。
自2016年末起，蔡英文政府開始推動年金改革進程，當中考試院曾被批評為拖延阻撓年金改革。考試院在2017年3月通過考試院版本《公務人員退休撫卹法》草案，送交立法院審議。考試院版本的草案由於減少退職俸祿力度較小，因此被外界稱為「放水版」。民進黨立法院黨團表態支持年改會（行政院）版本，並不支持考試院版本。而副總統陳建仁亦認為考試院版本不但毫無科學實證基礎，也與追求退撫基金永續的目標背道而馳。銓敘部在翌月的報告指出，年改會版本可節省7346億元，而考試院版本僅能省下4203億元。此外，年改會版本的退撫基金將在2050年破產，比考試院版2044年破產晚6年。
2019年中，立法院開始醞釀修改《考試院組織法》明訂的考試院職權，伍錦霖在同年5月罕有地親自舉行記者會，更在當時以辭職作施壓。伍錦霖指出，他尊重立法院修改《組織法》的職權，但指出修法不容傷及憲政體制，剝奪考試院的決策權。最終，《組織法》於2019年12月獲通過，伍氏關注牽涉考試院督導所屬部會的權利之條文，並沒有如最初部分立委建議般改為「研究及建議權」，而是維持原狀。伍錦霖認為修法未觸及憲政層次的第7條及第8條條文，立法院算是從善如流，但對於立法院刪減考試委員人數及任期的做法感到遺憾。
伍錦霖執掌考試院期間，考試院修訂《典試法》、《公務人員退休資遣撫卹法》及《公務人員保障法》等法案，以及調整司法官及律師考試的模式。此外，考試院亦按照公務職能區分，對職組及職系進行整併，加強有效運用公務人力的資源。而考試院亦有對退撫基金作出調整以提升基金的績效。2020年9月，伍錦霖結束六年的任期，院長一職由黃榮村接任。

## 荣誉

### 中华民国勋章奖章
- 一等景星勋章（2012年2月24日于台北总统府颁授[40]）
- 一等卿云勋章（2016年4月18日于台北总统府颁授[41]）

## 家族
- 兄長伍澤元，曾任屏東縣縣長、立法委員。
- 堂兄長伍金井，曾任屏東縣議員、萬丹鄉長。
- 妹夫徐安旋，曾任臺灣菸酒公司董事長。
- 妻子柯淑美，嘉義人，1948年出生，曾為私人企業公司會計。[1]
- 長子伍帥龍、次女伍帥儒、三男伍威達皆無從政。[1]

## 外部連結
- 首長及考試委員簡介－院長 伍錦霖 先生 （页面存档备份，存于）

| 中華民國政府職務 | 中華民國政府職務                                          | 中華民國政府職務 |
| ---------------- | --------------------------------------------------------- | ---------------- |
| 考試院           |                                                           |                  |
| 前任： 吳容明    | 考試院副院長（首次） 第十三任 2008年9月1日－2011年1月30日 | 空缺             |
| 前任： 姚嘉文    | 考試院院長 （代理） 2008年9月1日－2008年12月1日           | 繼任： 關中      |
| 空缺             | 考試院副院長（再次） 第十四任 2012年4月13日－2014年9月1日 | 繼任： 高永光    |
| 前任： 關中      | 考試院院長 第十四任 2014年9月1日－2020年9月1日            | 繼任： 黃榮村    |
| 中華民國總統府   |                                                           |                  |
| 前任： 廖了以    | 總統府秘書長 第二十九任 2011年2月1日－2012年2月1日        | 繼任： 曾永權    |